# Ерёмино (Гомельская область)
Ерёмино (бел. Яро́міна) — агрогородок в Ерёминском сельсовете Гомельского района Гомельской области Республики Беларусь. Административный центр Ерёминского сельсовета.

## География

### Расположение
Начинается сразу за северной окраиной Гомеля. В агрогородке расположен одноимённый остановочный пункт железной дороги, в непосредственной близости находятся железнодорожные станции Костюковка и Светоч. Само поселение состоит из центральной части, где школа и сельсовет, северной с преобладанием частного сектора, отделённой от центра болотом, южной с коттеджами, отделённой от центра перелеском, а также восточной — район Сельхозтехника (улица Сурганова, за железной дорогой), где расположены промышленные предприятия. В агрогородке 2048 жилых домов (2004 год). Планировка складывается из 4 частей разделённых небольшим водохранилищем, перелеском. Застройка двухсторонняя, дома деревянные и кирпичные, преимущественно одноэтажные, усадебного типа, в южной части преобладают двухэтажные коттеджи, в центре и на Сельхозтехнике микрорайоны с домами до 5 этажей.

### Гидрография
На западе мелиоративный канал связанный с рекой Рандовкой (приток реки Уза).

## Транспортная система

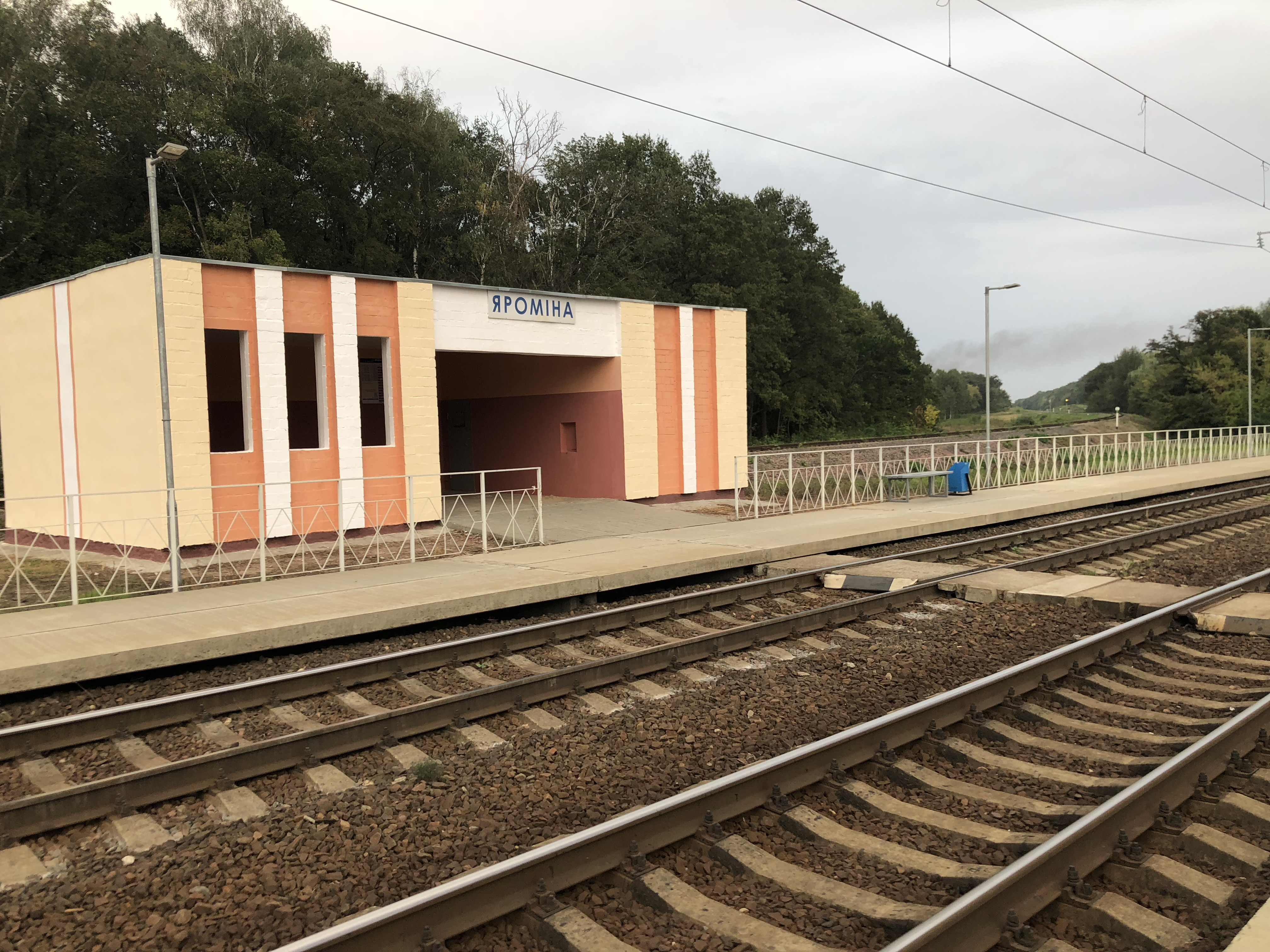
Железнодорожная станция, сентябрь 2018 года

Транспортная связь по автомобильной дороге Довск — Гомель и северо-западному обходу Гомеля. Общественный транспорт: пригородные поезда Гомель-Жлобин, городские автобусы Вокзал-Костюковка и Вокзал-Большевик, Клёнковский-Костюковка, экспресс-маршрут Вокзал — ул. Сурганова, пригородные автобусы на Буда-Кошелёво, Уваровичи, Зелёный Сад, Барченки, Однополье, Коммунар, Широкое, Михалёвку.

## История
Согласно письменным источникам, деревня известна с XVIII века как село в Речицком повете Минского воеводства Великого княжества Литовского. После 1-го раздела Речи Посполитой (1772 год) в составе Российской империи.
С 1795 года действовала церковь. Помещики Краснинский-Корвин и А. Богданов имели здесь в 1840 году 475 десятин земли и питейный дом. В 1850 году рядом было проложено шоссе Петербург — Киев.
В 1863 году в Красненской волости Гомельского повета Могилёвской губернии, частная собственность помещика Дунина-Барковского. В 1868 году село, 151 двор, 526 жителей, в народном училище обучалось 25 мальчиков.
После строительства Либаво-Роменской железной дороги в 1873 году начала работу железнодорожная станция. В 1885 году действовали хлебозапасный магазин, казённая винная лавка, мельница.
В 1886 году 158 дворов, 840 жителей, в составе Поколюбичской волости Гомельского повета.
В 1889 году построена деревянная церковь Покрова Пресвятой Богородицы, в народном училище получали образование 46 мальчиков и 14 девочек, а в 1902 году, соответственно, 89 и 33. В 1897 году работали церковь, школа, корчма.
В 1897 году в Поколюбичской волости Гомельского уезда Могилёвской губернии. В 1908 году рядом находилось 3 фольварка.
В 1909 году 332 двора, 687 жителей, принадлежали Ерёминскому сельскохозяйственному обществу, которое имело 1622 десятин земли. Часть села принадлежала дворянину Патону, который владел 690 десятинами земли.
В 1926 году действовали почтовый пункт, 2 школы. Рядом находились хутора.
С 8 декабря 1926 года центр Ерёминского сельсовета Гомельского района Гомельского округа, с 20 февраля 1938 года Гомельской области.
В 1927 году организован колхоз «Пятидворка» (позже переименован в «Красный хлебороб»). Работали столярная и шорная мастерские, нефтяная мельница, кузница, школа 1-й ступени. В 1930 году при гонениях на церковь храм был закрыт. В 1931 году с храма сняты кресты, а затем купола. Церковную утварь и церковное имущество прихожане попрятали по домам и подпольно собирались для молитвы. Церковь была превращена под хранилище. В 1933 году разместился Ерёминский участок Гомельской МТС, который обслуживал колхоз «Красный хлебороб» и ещё 6 колхозов.
В 1941 году в начале Великой Отечественной войны Свято-Покровская церковь по ходатайству прихожан была открыта, частично отремонтирована. Богослужения проводились священником Белобжецким.
Во время Великой Отечественной войны на фронтах и в партизанской борьбе погибли 270 жителей деревни. Ерёмино было освобождено 26 ноября 1943 года.
В 1948 году храм вновь закрыли. В 1949 году начали разбирать церковь, затем полностью разрушили, на её месте построили сельский клуб (впоследствии перестроенный в Дом культуры). Церковную утварь и имущество прихожане перенесли в дом пономаря церкви, где и проходили богослужения со священником Александром Кардашовым, а в 1957 году со иереем Андреем Поповичем.
В 1959 году центр колхоза «имени Сталина», который 9 ноября 1961 года переименован в «имени XXII съезда КПСС».
Возле здания сельсовета в 1967 году сооружена стела с барельефным отображением воинов и плиты с именами погибших земляков. В 1990 и 2005 годах проводилась реконструкция стелы «Ничто не забыто, Никто не забыт».
В 1968 году прихожане во главе со старостой Зуброновым Михаилом Адамовичем купили старый дом с небольшим предусадебным участком для нужд церкви.
В 1974 году размещены комбинат бытового обслуживания, Костюковское межрайонное объединение «Агропромтехника», «Сельхозхимия», областная станция охраны растительного мира, средняя и музыкальная школы, экспериментальный культурно спортивный центр, Дом культуры, 2 библиотеки, амбулатория, детские ясли и сад, аптека, отделение связи, кафе, 5 магазинов. В 1996 году работает баня, магазинов уменьшилось до 4-х.
В 1979 году прихожане с иереем Петром Повным получили разрешение на постройку нового молитвенного дома, который был построен в 1980 году и освящен Высокопреосвященнейшим Филаретом, Митрополитом Минским и Слуцким, Экзархом всея Беларуси.
В 1991 году храм посетил Святейший Патриарх Алексий II во время своего первого визита в Гомельскую епархию.
В 1994 году была возведена колокольня. В 1996 году на территории храма закончено строительство крестильного дома.
В ноябре 2002 года на общем собрании членов хозяйства «имени XXII съезда КПСС» было единогласно высказано за смену названия на более актуальное текущему времени, колхоз был переименован в «Ерёминский». А 21 декабря 2004 года был ликвидирован как юридическое лицо путём присоединением на правах отделения (МТФ «Ерёмино») к ОАО «Агрокомбинат „Южный“».
В состав Ерёминского сельсовета до 1962 года входили посёлки Высокое и Новый, до 1997 года Новая жизнь, к которому в 1962 году был присоединён посёлок Высокое. Все эти населённые пункты в настоящее время не существуют.
С 1927 года в деревне существует ансамбль песни и пляски «Колос», которому в 1969 году присвоено звание народного.
Именем Героя Хованского Николая Петровича названы средняя школа и улица в деревне Ерёмино.
17 июня 2008 года территория упразднённого посёлка Бардино включена в состав деревни Ерёмино.

## Население

### Численность
- 2004 год — 2048 дворов, 6094 жителя

### Динамика
- 1868 год — 151 двор, 526 жителей
- 1885 год — 158 дворов, 870 жителей
- 1897 год — 229 дворов, 1221 житель (согласно переписи)
- 1908 год — 232 двора, 1687 жителей
- 1926 год — 390 дворов, 2008 жителей
- 1959 год — 3215 жителей (согласно переписи)
- 1 января 1996 год — 1989 дворов, 5957 жителей (согласно переписи)
- 2004 год — 2048 дворов, 6094 жителя 2024 год — 5479 жителей

## Экономика
В агрогородке расположены 
ООО «СтоимАгроЛайн»,
ОАО «Гомельхимагро», 
ОАО «Гомельагрокомплект»,
ООО «Энергокомплект», 

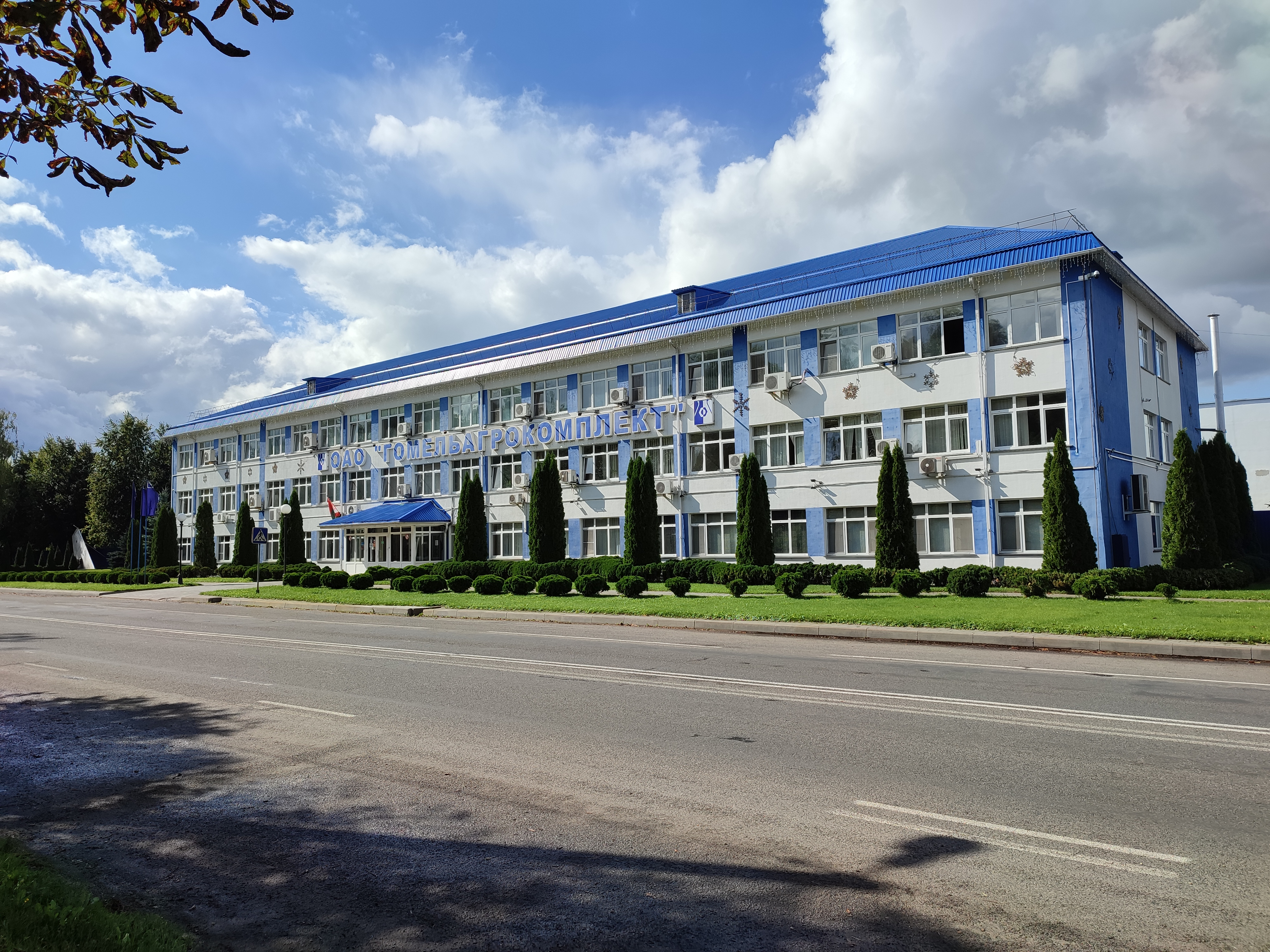

УП «Автомеханика», много мелких предприятий различных отраслей в бывшем КБО, отделение агрокомбината «Южный», в том числе 2 молочно-товарные фермы и мехдвор.

## Социальная сфера
Расположены средняя школа, аптека, магазины, нотариальная контора, отделение Беларусбанка.

## Культура
- Дом культуры
- Музей ГУО "Ерёминская средняя школа"

## Достопримечательности
- Около сельсовета установлена стела и плиты с именами жителей деревни, погибших во время Великой Отечественной войны.
- В память о мирных жителях, погибших в 1930-е годы, в роще на месте нынешнего автодрома в районе Сельхозтехника установлен памятный знак.
- Церковь Покрова Пресвятой Богородицы.